# شوتا سونودا
شوتا سونودَ (باليابانية: 其田 秀太) (6 فبراير 1969 في ناغاساكي في اليابان – )؛ هو لاعب كرة قدم ياباني سابق كان يلعب كلاعب وسط.

## وصلات خارجية
- شوتا سونودا على موقع رابطة كرة القدم اليابانية للمحترفين (اليابانية)
- شوتا سونودا على موقع عالم كرة القدم.نت (الإنجليزية)